# Formicivora acutirostris
Formicivora acutirostris (лат.) — вид птиц из семейства типичные муравьеловковые, ранее помещали в монотипический род Stymphalornis. Эндемик бразильских штатов Парана и Санта-Катарина, где обитает в болотистой местности. Анализ ДНК показал, что таксон близок к видам из рода Formicivora, куда и был перемещён в 2013 году. Выделяют два подвида данного вида.

## Биология
Питаются насекомыми. В кладке два яйца.
МСОП присвоил виду охранный статус NT.